# Fuerzas Armadas de Mongolia
Las Fuerzas Armadas de Mongolia (mongol: Монгол Улсын Зэвсэгт Хүчин ; mongol: ulsyn zevsegt hüchin) es el nombre colectivo del ejército mongol y las fuerzas conjuntas que lo componen. Tiene la tarea de proteger la independencia, la soberanía y la integridad territorial de Mongolia. Definida como la configuración de tiempos de paz, su estructura actual consta de cinco ramas: las Fuerzas Terrestres de Mongolia, la Fuerza Aérea de Mongolia, las Fuerzas de Construcción e Ingeniería, la seguridad cibernética y las fuerzas especiales. En caso de una situación de guerra, las Tropas Fronterizas, las Tropas Internas y la Agencia Nacional de Manejo de Emergencias pueden reorganizarse en la estructura de las fuerzas armadas. El Estado Mayor General de las Fuerzas Armadas de Mongolia es el principal organismo de gestión y opera independientemente del Ministerio de Defensa, su organismo matriz es controlado por el gobierno.
El feriado oficial de sus militares es el Día de los Hombres y los Soldados (Эр цэргийн баяр, Эрчүүдийн баяр) el 18 de marzo, el equivalente al Día de los defensores de la Patria en Rusia y el Día del EPL en China.

## Historia

### Imperio mongol y posimperial
Como estado unificado, Mongolia tiene sus orígenes en el Imperio mongol creado por Gengis Kan en el siglo XIII. Gengis Kan unificó las diversas tribus de la estepa mongola y sus descendientes finalmente conquistaron casi la totalidad de Asia, el Oriente Medio y partes de Europa del Este.
El ejército mongol estaba organizado en unidades decimales de decenas, centenas, miles y decenas de miles. Una característica notable del ejército es que estaba compuesto en su totalidad por unidades de caballería, lo que le otorgaba la ventaja de la maniobrabilidad. El armamento de asedio se adaptó de otras culturas, con expertos extranjeros integrados en la estructura de mando.
Los mongoles rara vez usaron el poder naval, con algunas excepciones. En las décadas de 1260 y 1270, utilizaron el poder marítimo mientras conquistaban a la dinastía Song de China, aunque no pudieron montar campañas marítimas exitosas contra Japón debido a las tormentas y las duras batallas. Alrededor del Mediterráneo oriental, sus campañas se realizaron casi exclusivamente en tierra, con los mares controlados por las fuerzas cruzadas y mamelucas.
Con la desintegración del Imperio mongol a fines del siglo XIII, el ejército mongol como unidad unificada también se derrumbó. Los mongoles se retiraron a su tierra natal después de la caída de la dinastía mongola Yuan, y una vez más se adentraron en la guerra civil. Aunque los mongoles se unieron una vez más durante el reinado de la reina Mandukhai y Batmongkhe Dayan Khan, en el siglo XVII fueron anexados por la dinastía Qing.

### Período bajo el mandato Qing
Una vez que Mongolia estuvo bajo el mandato de los Qing, los ejércitos mongoles se utilizaron para derrotar a la dinastía Ming, lo que ayudó a consolidar el gobierno manchú. Los mongoles demostraron ser un aliado útil en la guerra, aportando su experiencia como arqueros de caballería. Durante la mayor parte del tiempo de la dinastía Qing, los mongoles brindaron asistencia militar a los manchúes.
Con la creación de las Ocho banderas, los Ejércitos de banderas se dividieron ampliamente en líneas étnicas, a saber, manchúes y mongoles.

### Kanato de Mongolia (1911-1919)
En 1911, Mongolia Exterior declaró su independencia como Bogd Khaanate bajo Bogd Khan. Esta independencia inicial no duró, con Mongolia siendo ocupada sucesivamente por el gobierno chino de Beiyang y las fuerzas rusas blancas del barón Ungern. Se fundó el precursor moderno de las Fuerzas Armadas de Mongolia, con el servicio militar obligatorio de hombres y una estructura militar permanente a partir de 1912.

### República Popular de Mongolia
Con la independencia perdida nuevamente ante las fuerzas extranjeras, el recién creado Partido Revolucionario del Pueblo Mongol creó un ejército comunista nativo en 1920 bajo el liderazgo de Damdin Süjbaatar para luchar contra las tropas rusas del movimiento blanco y las fuerzas chinas. El PRPM fue ayudado por el Ejército Rojo, que ayudó a asegurar la República Popular de Mongolia y permaneció en su territorio hasta por lo menos 1925. Sin embargo, durante el levantamiento armado de 1932 en Mongolia y las primeras expediciones fronterizas japonesas que comenzaron a mediados de la década de 1930, la Unión Soviética y sus tropas del Ejército Rojo en Mongolia equivalían a poco más que instructores para el ejército nativo y como guardias para las instalaciones diplomáticas y comerciales.

#### Batalla de Jaljin Gol
Las batalla de Jaljin Gol comenzó el 11 de mayo de 1939. Una unidad de caballería mongola de unos 70 a 90 hombres había entrado en la zona en disputa en busca de pasto para sus caballos. Ese día, la caballería de Manchukuo atacó a los mongoles y los hizo retroceder a través de Jaljin Gol. El 13 de mayo, la fuerza mongola regresó en mayor número y los manchukoanos no pudieron repelerlos.
El 14 de mayo, el teniente coronel Yaozo Azuma dirigió el regimiento de reconocimiento de la 23.ª División de Infantería, apoyado por el 64.º Regimiento de Infantería de la misma división, al mando del coronel Takemitsu Yamagata, en el territorio y los mongoles se retiraron. Sin embargo, las tropas soviéticas y mongolas regresaron a la región en disputa y la fuerza de Azuma nuevamente se movió para repelerlos. Esta vez las cosas resultaron diferentes, ya que las fuerzas soviético-mongolas rodearon la fuerza de Azuma el 28 de mayo y la destruyeron. La fuerza de Azuma sufrió ocho oficiales y 97 hombres muertos y un oficial y 33 hombres heridos, para un 63% de bajas totales. El comandante de las fuerzas soviéticas y del Frente del Lejano Oriente fue el comandante Grigory Shtern desde mayo de 1938.
Ambos lados comenzaron a aumentar sus fuerzas en el área: pronto Japón tenía 30 000 hombres en el frente. Los soviéticos enviaron a un nuevo comandante del Cuerpo, Komkor Gueorgui Zhúkov, quien llegó el 5 de junio y trajo más fuerzas motorizadas y blindadas (I Grupo de Ejércitos) a la zona de combate. Acompañando a Zhukov estaba Komkor Yákov Smushkévich con su unidad de aviación. Zhamyangiyn Lhagvasuren, comisario de cuerpo del Ejército Popular Revolucionario de Mongolia, fue nombrado adjunto de Zhukov.
La Batalla de Jaljin Gol fue finalizada el 16 de septiembre de 1939.

## Política militar

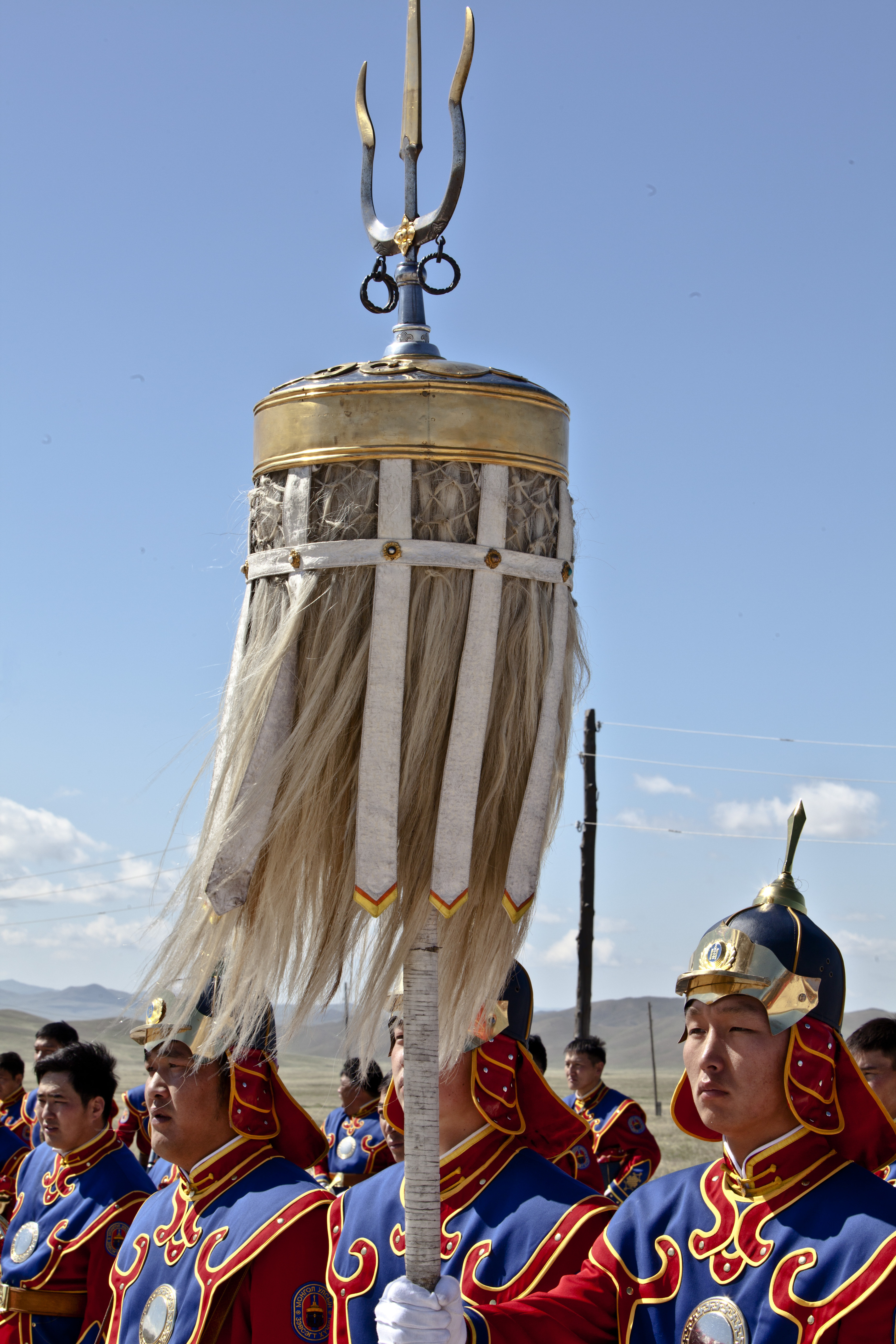
La Guardia de Honor del Estado de Mongolia sosteniendo un Tug.

Mongolia tiene una política militar única debido a su posición geopolítica y situación económica. Al estar entre dos de las naciones más grandes del mundo, las fuerzas armadas de Mongolia tienen una capacidad limitada para proteger su independencia contra invasiones extranjeras; por tanto, la seguridad nacional del país depende fuertemente de la diplomacia, de la que destaca la política del tercer vecino. El ideal militar del país es crear y mantener unas fuerzas armadas pequeñas pero eficientes y profesionales.

## Organización

### Liderazgo superior
El orden militar de precedencia es el siguiente:
- Presidente de Mongolia (Comandante en Jefe)
- Ministro de Defensa
- Viceministros de Defensa
- Jefe del Estado Mayor General de las Fuerzas Armadas
- Subjefes del Estado Mayor General de las Fuerzas Armadas
- Comandantes de rama de servicio

### Ramas

#### Fuerzas terrestres
Las Fuerzas Terrestres poseen más de 470 tanques, 650 vehículos de combate de infantería y vehículos blindados de transporte de personal, 500 armas móviles antiaéreas, más de 700 artillería y morteros y otros equipos militares. La mayoría de ellos son modelos antiguos de la Unión Soviética diseñados entre finales de la década de 1950 y principios de la de 1980. Hay una cantidad menor de modelos más nuevos diseñados en la Rusia postsoviética.

#### Fuerza aérea
El 25 de mayo de 1925, un Junkers F 13 entró en servicio como el primer avión de la aviación civil y militar de Mongolia. En 1935, los aviones soviéticos tenían una base en el país. En mayo de 1937, la fuerza aérea pasó a llamarse Cuerpo Aéreo de la República Popular de Mongolia. Durante 1939-1945, los soviéticos entregaron Polikarpov I-15, Polikarpov I-16, Yak-9 e Ilyushin Il-2. En 1966, las primeras unidades SA-2 SAM entraron en servicio y la fuerza aérea pasó a llamarse Fuerza Aérea de la República Popular de Mongolia. El MiG-15, UTI y MiG-17, fueron los primeros aviones a reacción de combate en el inventario de Mongolia, entraron en servicio en 1970 y, a mediados de la década de 1970, se le unieron los MiG-21, Mi-8 y Ka-26.
Después del final de la Guerra Fría y el advenimiento de las reformas democráticas, la fuerza aérea quedó efectivamente en tierra debido a la falta de combustible y repuestos. Sin embargo, el gobierno ha estado tratando de revivir la fuerza aérea desde 2001. El país tiene el objetivo de desarrollar una fuerza aérea completa en el futuro.
En 2011, el Ministerio de Defensa anunció que compraría MiG-29 a Rusia a finales de año, pero esto no se materializó. En octubre de 2012, el Ministerio de Defensa devolvió un Airbus A310-300 prestado a MIAT Mongolian Airlines. De 2007 a 2011 se redujo la flota activa de MiG-21. En 2013, la Fuerza Aérea examinó la posibilidad de comprar tres aviones de transporte C-130J, fabricados por Lockheed Martin. Sin la ayuda rusa, el inventario de la fuerza aérea de Mongolia se redujo gradualmente a unos pocos aviones de transporte tácticos Antonov An-24/26 y una docena de helicópteros Mi-24 y Mi-8 en condiciones de volar.
El 26 de noviembre de 2019, Rusia donó dos aviones de combate MiG-29 a Mongolia, que luego se convirtieron en los únicos aviones de combate con capacidad de combate en su fuerza aérea.

#### Fuerzas de Construcción e Ingeniería
Desde 1963, el trabajo de construcción a gran escala ha sido un asunto militar, y el Consejo de Ministros del 8 de enero de 1964 estableció la Agencia Militar General de Construcción bajo el Ministerio de Defensa. Además, se ha establecido un gran número de unidades militares de construcción. El trabajo para crear un nuevo ejército de construcción e ingeniería comenzó en 2010. El Ministerio de Defensa y el Estado Mayor General de las Fuerzas Armadas han establecido seis unidades de ingeniería civil en los últimos 10 años.

#### Fuerzas de Seguridad Cibernética
Ellas Fuerzas de Seguridad Cibernética de las Fuerzas Armadas se ha establecido bajo el Estado Mayor General de las Fuerzas Armadas. En agosto de 2021 se completó un proyecto para actualizar la red de información y comunicación de las Fuerzas Armadas, realizar un monitoreo integrado, detectar ataques cibernéticos e instalar equipos de respuesta. Se ha tomado la decisión de construir un Centro de Datos para el Centro de Ciberseguridad de las Fuerzas Armadas. Esta será la base para las Fuerzas de Seguridad Cibernética.

#### Fuerzas Especiales
La única unidad de Fuerzas Especiales (mongol: Тусгай хүчин) en Mongolia es el 084° Batallón de Tareas Especiales.

#### Armada
Mongolia no tiene armada debido a su condición de país sin salida al mar. En el siglo XIII, la armada mongola se convirtió en una de las más grandes del mundo bajo el mando de Kublai Khan, aunque la mayor parte de esta flota se hundió durante las invasiones mongolas de Japón. Desde entonces, no hubo armada en Mongolia, y actualmente solo una pequeña cantidad de lanchas motoras son utilizadas por los guardias fronterizos en el lago Buir, para patrullar la frontera entre Mongolia y China en el lago. Existe la idea errónea de que el remolcador Sukhbaatar (un Proyecto 758B construido en 1983 por Kama Shipbuilding en Perm, Rusia) que fue utilizado para el transporte de carga en el Lago Ubsugul y su tripulación, son la armada de Mongolia.

## Personal

### Educación militar
En octubre de 1943, se inauguró la Escuela de Oficiales de Suje-Bator para capacitar al personal del Ejército mongol de acuerdo con la experiencia del Ejército Rojo durante la Segunda Guerra Mundial. La Universidad de Defensa Nacional (UDN) sirve como la principal institución educativa de las fuerzas armadas. La UDN está compuesta por las siguientes instituciones educativas: Academia de Gestión de Defensa, Instituto de Investigación de Defensa, Instituto de Educación Académica, Instituto Militar, Escuela de Música Militar, Escuela de Suboficiales. En 1994, la UDN mantuvo una facultad de protección fronteriza, que luego se expandiría para establecer el Instituto de Tropas Fronterizas y lo que luego se convertiría en la Universidad de Aplicación de la Ley de Mongolia.

### Reclutamiento
La base legal del servicio militar obligatorio es la Ley del Servicio Militar Universal. Los hombres son reclutados entre las edades de 18 y 25 años para un período de servicio de un año. Los hombres mongoles reciben sus avisos de servicio militar obligatorio a través de su unidad administrativa local. Todavía se requiere el servicio de reserva hasta la edad de 45 años.

### Mujeres en las Fuerzas Armadas
Más del 20 por ciento del personal total de las Fuerzas Armadas son mujeres, que se desempeñan principalmente en los sectores de comunicaciones, logística y medicina. Además, las mujeres miembros de las Fuerzas Armadas han estado activas en las operaciones de mantenimiento de la paz de la ONU. La Mayor N. Nyamjargal fue la primera mujer miembro de las Fuerzas Armadas en servir como observadora militar por mandato de la ONU en el Sáhara Occidental en 2007. Un total de 12 mujeres han servido en el Sáhara Occidental y Sierra Leona.
Las políticas de los últimos años se han dirigido a hacer que el servicio militar femenino sea más equitativo. A la mayoría de las mujeres se les asignan tareas en las instalaciones de la cocina y los cuarteles, ya que están sujetas a muchas desigualdades de género.
En 2022, Bolor Ganbold se convirtió en la primera mujer en alcanzar el rango de general de brigada en las Fuerzas Armadas. Anteriormente había sido una de las primeras mujeres en alistarse en 1994.

### Tribunales militares
El 16 de marzo de 1921, una reunión conjunta del Gobierno Popular Provisional y los miembros del Comité Central del PRPM decidió establecer una Oficina Judicial Militar dependiente del Ministerio de Defensa. En 1928, el gobierno aprobó la Carta del Poder Judicial del Ejército Rojo y el Poder Judicial Militar establecido bajo el Ministerio de Justicia. Este se disolvió un año después y se estableció el Colegio Militar de la Corte Suprema. Estaba compuesto por el Tribunal Militar Regional de Khovd, el Tribunal Militar del Este y los Tribunales Militares de la 1ª División de Caballería (Ulán Bator). Los tribunales militares se denominaban «tribunales especiales» en ese momento y se ocupaban de casos penales y civiles que involucraban a personal militar. En 1929 se disolvieron el Tribunal Provisional y el Tribunal Militar General, y el Colegio Militar de la Corte Suprema quedó subordinado a las tres antiguas unidades militares. El Colegio Militar se disolvió en 1954 y se restableció en 1971.
En relación con el cambio de plantilla, el parlamento ordenó en 1993 la supresión del Tribunal Especial Militar y el Tribunal Militar Especial de Primera Instancia, transfiriendo los bienes utilizados por los Tribunales Militares al Consejo General del Poder Judicial. Todas las actividades del sistema de Tribunales Militares son supervisadas por el Colegio Militar.